# Đồng Thắng, Chợ Đồn
Đồng Thắng là một xã thuộc huyện Chợ Đồn, tỉnh Bắc Kạn, Việt Nam.

## Địa lý
Xã Đồng Thắng nằm ở phía đông huyện Chợ Đồn, có vị trí địa lý:
- Phía đông giáp huyện Bạch Thông
- Phía tây giáp thị trấn Bằng Lũng và xã Phương Viên
- Phía nam giáp xã Đại Sảo
- Phía bắc giáp xã Bằng Phúc.

Xã Đồng Thắng có diện tích 46,40 km², dân số năm 2019 là 3.617 người, mật độ dân số đạt 78 người/km².
Tỉnh lộ 257 chạy qua địa bàn xã Đồng Thắng. Sông Cầu khi chảy qua địa bàn xã thì nhận thêm nước từ suối Nà Cà và khuổi Câu rồi đổi hướng chảy xuống phía nam.

## Lịch sử
Địa bàn xã Đồng Thắng hiện nay trước đây vốn là hai xã Đông Viên và Rã Bản thuộc huyện Chợ Đồn.
Xã Đông Viên được đổi tên từ xã Đồng Thắng và xã Rã Bản được đổi tên từ xã Đức Thượng vào ngày 12 tháng 5 năm 1964 theo Quyết định số 150-NV của Bộ Nội vụ.
Trước khi sáp nhập, xã Rã Bản có diện tích 24,78 km², dân số là 1.560 người, mật độ dân số đạt 63 người/km², có 10 thôn, bản: Nà Cà, Bản Hun, Kéo Hấy, Khuổi Nhang, Nà Phung, Nà Tải, Bản Chói, Cốc Quang, Pác Giả, Khuổi Giả. Xã Đông Viên có diện tích 21,62 km², dân số là 2.057 người, mật độ dân số đạt 95 người/km², có 12 thôn, bản: Bản Cáu, Cốc Lùng, Nà Chang, Khau Chủ, Làng Sen, Nà Mèo, Nà Lào, Nà Pèng, Cốc Héc, Nà Kham, Nà Cọ, Nà Vằn.
Ngày 10 tháng 1 năm 2020, Ủy ban Thường vụ Quốc hội ban hành Nghị quyết số 855/NQ-UBTVQH14 về việc sắp xếp các đơn vị hành chính cấp xã thuộc tỉnh Bắc Kạn (nghị quyết có hiệu lực từ ngày 1 tháng 2 năm 2020). Theo đó, sáp nhập toàn bộ diện tích và dân số của hai xã Đông Viên và Rã Bản thành xã Đồng Thắng.